# Infiltració (medicina)
La infiltració és la difusió o acumulació (en un teixit o cèl·lules) de substàncies estranyes o en quantitats superiors a la normal. El material recollit en aquests teixits o cèl·lules s'anomena infiltrat.
També es parla d'infiltració a la injecció:
- En un punt per tal d'anestesiar la zona a intervenir (infiltració anestèsica) amb un anestèsic local.
- A una articulació (infiltració articular), habitualment, amb un antiinflamatori.

El terme també es pot aplicar a les fuites iatrogèniques no desitjades de líquids procedents de flebotomia o procediments de lliurament de medicaments intravenosos, un procés també conegut com a extravasació.